# Passalus reyeri
Passalus reyeri es una especie de coleóptero de la familia Passalidae.

## Distribución geográfica
Habita en Brasil.